# إيميت واتسون
إيميت واتسون (بالإنجليزية: Emmett Watson)‏ هو كاتب العمود وصحفي أمريكي، ولد في 22 نوفمبر 1918 في سياتل في الولايات المتحدة، وتوفي بنفس المكان في 11 مايو 2001.